# David O’Connor (égyptologue)
Pour les articles homonymes, voir David O'Connor.
David Bourke O'Connor (5 février 1938 à Sydney - 1er octobre 2022) est un égyptologue australo-américain qui a principalement travaillé dans les domaines de l'Égypte antique et de la Nubie. O'Connor est professeur émérite de l'Institut des Beaux-Arts de l'université de New York, conservateur émérite du Musée égyptien de l'université de Pennsylvanie et directeur émérite de l'expédition d'archéologie d'Abydos en Égypte. O'Connor est surtout connu pour son travail de fouille de la ville antique d'Abydos en Égypte depuis 1967.

## Biographie
Né à Sydney en 1938, O'Connor s'intéresse à l'archéologie et à l'histoire ancienne dès son enfance, en particulier à la civilisation antique de Babylone. O'Connor construit une réplique de la ville de Babylone en briques dans un champ adjacent à sa maison, et recréé la chute de Babylone en mettant le feu au champ, au plus fort des feux de brousse de 1968-1969 en Nouvelle-Galles du Sud.
O'Connor obtient une licence en archéologie à l'université de Sydney en 1959,. Pendant sa licence, il se concentre sur l'histoire ancienne de Chypre, avec un intérêt plus large pour l'histoire ancienne du Proche-Orient. L'université de Sydney n'ayant pas de département spécialisé dans les études du Proche-Orient, O'Connor part au Royaume-Uni pour poursuivre ses études. Il obtient un diplôme d'égyptologie à l'University College de Londres en 1962.
À l'university College de Londres, O'Connor s'engage dans son premier travail de terrain. Il passe trois saisons au Soudan, dans le cadre de la « Nubian Salvage Campaign ». Au Soudan, il travaille sous la direction de Walter Bryan Emery. Emery avait notamment découvert le cheval de Bouhen dans la même région en 1959, le plus ancien exemple de cheval découvert sur un site de l'Égypte antique. À la suite de leurs fouilles au Soudan, Emery et O'Connor ont publié des travaux sur une ville de l'époque de l'Ancien Empire et une forteresse de l'époque du Moyen Empire à Bouhen. [Pendant qu'il travaillait au Soudan, O'Connor s'est intéressé aux différences et aux interactions entre les civilisations du Proche-Orient ancien, un domaine d'étude qui a fait l'objet de la publication la plus importante de O'Connor, Ancient Nubia : Egypt's Rival in Africa.
O'Connor obtient son doctorat de l'université de Cambridge en 1969,.

## Publicationss sélectionnées
Auteur
- Ancient Egypt: A Social History, co-author, 1983.
- Ancient Nubia: Egypt's Rival in Africa, 1994.
- « Society and Individual in Early Egypt », dans : Order, Legitimacy, and Wealth in Ancient States, 2000.
- Abydos: Egypt's First Pharaohs and the Cult of Osiris, 2011.
- The Old Kingdom Town at Buhen, 2014.

Éditeur
- Ancient Egyptian Kingship: New Investigations, 1994.
- Amenhotep III. Perspectives on His Reign, 1998.
- Encounters With Ancient Egypt, 2003.
- Thutmose III: A New Biography, avec Eric H. Cline, 2006.
- Ramesses III: The Life and Times of Egypt's Last Hero, 2012.